# Wartość dodana
Wartość dodana – przyrost wartości dóbr w wyniku określonego procesu produkcji lub tworzenia usługi.
W działalności gospodarczej jest to różnica między całkowitym przychodem ze sprzedaży a całkowitymi kosztami zasobów zewnętrznych zużytych do produkcji (surowców, energii i usług zewnętrznych). Stosunek zysku do przychodu to stopa zysku, stosunek wartości dodatkowej do płacy to stopa wartości dodatkowej.
David Ricardo wskazał na podział wartości dodanej na płacę i zysk.